# Roy Del Ruth
Roy Del Ruth (Delaware, 18 ottobre 1893 – Sherman Oaks, 27 aprile 1961) è stato un regista statunitense.
Era fratello del regista Hampton Del Ruth.

## Biografia
Iniziò la carriera a Hollywood come sceneggiatore nel 1915, scrivendo gag per Mack Sennett, passando poi a dirigere lungometraggi nel 1920. Ma, sarà solo alla Warner Bros., cui arriverà una decina di anni dopo, che troverà la sua vera collocazione. Divenne noto come regista di drammi di criminalità urbana, inclusa la versione del 1931 di The Maltese Falcon.
Nel 1933 diresse Lady Killer, una commedia con James Cagney nel ruolo di un gangster che ripara a Hollywood diventando una stella del cinema (almeno fino alla ricomparsa della sua banda). Dell'anno seguente è il film Il tesoro dei faraoni (1934), un'insolita commedia musicale che racconta di un uomo che deve recarsi in Egitto per recuperare la propria eredità. Nel 1936 girò Follie di Broadway 1936, una brillante commedia musicale dai balletti vivaci e coinvolgenti. Diresse anche L'ultima sfida (1948) e il 20th Century Fox B-movie Uomini coccodrillo (1959).
Roy Del Ruth morì nel 1961 per un attacco di cuore, all'età di 67 anni, e fu seppellito nel cimitero San Fernando a Mission Hills, California.

## Riconoscimenti
Per il suo contributo all'industria cinematografica, gli venne assegnata una stella nella Hollywood Walk of Fame al 6150 di Hollywood Blvd.

## Filmografia parziale
- The Heart Snatcher (1920)
- Through the Keyhole (1920)
- His New Mamma (1924)
- Shanghaied Lovers (1924)
- Smile Please (1924)
- The Mysterious Stranger (1925)
- Across the Pacific (1926)

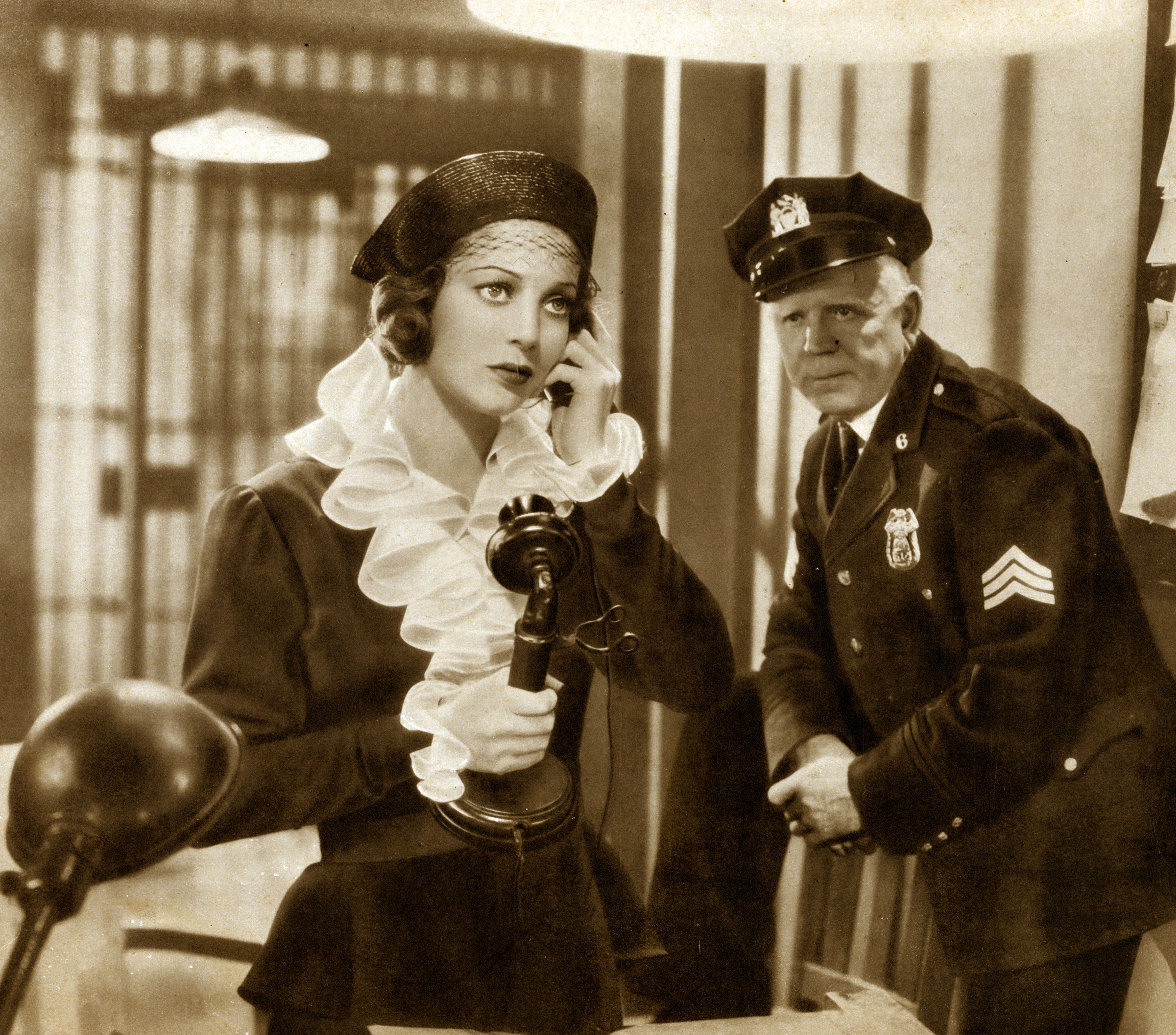
Loretta Young nel film Difendo il mio amore (1936)

- Notte di Capodanno a New-York (Wolf's Clothing) (1927)
- Il canto del deserto (The Desert Song) (1929)
- The Hottentot (1929)
- Cercatrici d'oro (Gold Diggers of Broadway) (1929)
- Hold Everything (1930)
- Agente segreto Z1 (Three Faces East) (1930)
- The Life of the Party (1930)
- L'eterna vicenda (My Past) (1931)
- The Maltese Falcon (1931)
- Side Show
- La bionda e l'avventuriero (Blonde Crazy) (1931)
- Taxi! (1932)
- Beauty and the Boss (1932)
- Winner Take All (1932)
- La cronaca degli scandali (Blessed Event) (1932)
- Guerra bianca (Employees' Entrance) (1933)
- The Mind Reader
- Il piccolo gigante re dei gangsters (The Little Giant) (1933)
- Catturato (Captured!) (1933)
- Bureau of Missing Persons (1933)
- Lady Killer (1933)
- Il mercante di illusioni (Upperworld) (1934)
- Un'ombra nella nebbia (Bulldog Drummond Strikes Back) (1934)
- Il tesoro dei faraoni (Kid Millions) (1934)
- Folies Bergère de Paris (1935)
- L'homme des Folies Bergère
- Follie di Broadway 1936 (Broadway Melody of 1936), co-regia, non accreditato, W. S. Van Dyke (1935)
- Nata per danzare (Born to Dance) (1936)
- Difendo il mio amore (Private Number) (1936)
- Follie di Broadway 1938 (Broadway Melody of 1938) (1937)
- La signora della quinta strada (On the Avenue) (1937)
- Stella del Nord (Happy Landing) (1938)
- He Married His Wife (1940)
- Balla, ragazza, balla (Dance, Girl, Dance), co-regia di Dorothy Arzner (1940)
- Bionda in paradiso (Topper Returns) (1941)
- Soldato di cioccolata (The Chocolate Soldier) (1941)
- Mademoiselle du Barry (Du Barry Was a Lady) (1943)
- Ritmi di Broadway (Broadway Rhythm) (1944)
- L'avventuriero della città d'oro (Barbary Coast Gent) (1944)
- Ziegfeld Follies (1945)
- Accadde nella quinta strada (It Happened on Fifth Avenue) (1947)
- L'ultima sfida (The Babe Ruth Story) (1948)
- Luce rossa (Red Light) (1949)
- Vecchia America (On Moonlight Bay) (1951)
- Quattro morti irrequieti (Stop, You're Killing Me) (1952)
- Il mostro della via Morgue (Phantom of the Rue Morgue) (1954)
- Uomini coccodrillo (The Alligator People) (1959)
- Cella della morte (Why Must I Die?) (1960)